# Chuan Jiang (Fluss)
Chuan Jiang (chinesisch 川江, Pinyin Chuān Jiāng – „Fluss Chuan“) ist der Name eines bestimmten Abschnitts des chinesischen Flusses Jangtsekiang in der Provinz Sichuan (Abk. Chuan) und Hubei. 
Es ist das Stück von Yibin über Chongqing bis Yichang. Die wichtigsten Nebenflüsse sind Min Jiang (岷江), Tuo Jiang (沱江), Jialing Jiang (嘉陵江) und Wu Jiang (乌江).